# Химическая энциклопедия
Хими́ческая энциклопе́дия — тематическая энциклопедия в пяти томах. Выпускалась издательством «Советская энциклопедия» в период с 1988 года по 1998 год под редакцией академика АН СССР И. Л. Кнунянца (1906—1990), а позже — под редакцией академика РАН Н. С. Зефирова. Тираж — 100 000 экз., всего 5524 статьи.
Ранее в 1961 году тем же издательством под редакцией Кнунянца была выпущена «Краткая химическая энциклопедия».

## Нумерация и содержание материалов в томах
Статьи энциклопедии разбиты на тома следующим образом:
| Том | Первая статья         | Последняя статья     | Год  | Тираж   |
| --- | --------------------- | -------------------- | ---- | ------- |
| 1   | Абляционные материалы | Дарзана реакция      | 1988 | 3 000   |
| 1   | Абляционные материалы | Дарзана реакция      | 1999 | 3 000   |
| 2   | Даффа реакция         | Меди сульфат         | 1990 | 100 000 |
| 2   | Даффа реакция         | Меди сульфат         | 1999 | 10 000  |
| 3   | Меди сульфиды         | Полимерные красители | 1992 | 48 000  |
| 4   | Полимерные материалы  | Трипсин              | 1994 | 40 000  |
| 5   | Триптофан             | Ятрохимия            | 1998 | 20 000  |

### Выходные данные томов энциклопедии
- Химическая энциклопедия : в 5 т. / Гл. ред. И. Л. Кнунянц. — М. : Советская энциклопедия, 1988. — Т. 1 : Абл-Дар. — 623 с. — ББК 54(03).
- Химическая энциклопедия : в 5 т. / Гл. ред. И. Л. Кнунянц. — М. : Советская энциклопедия, 1990. — Т. 2 : Даф-Мед. — 671 с. — ISBN 5-82270-035-5.
- Химическая энциклопедия : в 5 т. / Гл. ред. И. Л. Кнунянц (зам. гл. ред. Н. С. Зефиров, Н. Н. Кулов). — М. : Большая российская энциклопедия, 1992. — Т. 3 : Мед-Пол. — 639 с. — ISBN 5-82270-039-8.
- Химическая энциклопедия : в 5 т. / Гл. ред. Н. С. Зефиров. — М. : Большая российская энциклопедия, 1995. — Т. 4 : Пол-Три. — 639 с. — ISBN 5-82270-092-4.
- Химическая энциклопедия : в 5 т. / Гл. ред. Н. С. Зефиров. — М. : Большая российская энциклопедия, 1998. — Т. 5 : Три-Ятр. — 783 с. — ISBN 5-85270-310-9.